# Mika Brzezinski
Mika Emilie Leonia Brzezinski (New York, 2 maggio 1967) è una giornalista statunitense.
È co-conduttrice del programma mattutino della MSNBC, Morning Joe. In questo programma, oltre a fornire commenti, legge i titoli delle notizie più importanti. La Brzezinski recentemente ha cominciato a contribuire ai notiziari di NBC Nightly News, e viene utilizzata come anchorwoman a Weekend Today. Precedentemente è stata anchorwoman e corrispondente per CBS News.

## Biografia
Mika Brzezinski è nata a New York, figlia dell'esperto di politica estera Zbigniew Brzezinski e della scultrice Emilie Benes. Suo padre insegnava alla Columbia University quando, alla fine del 1976 fu nominato consigliere per la sicurezza nazionale degli Stati Uniti d'America dal neoeletto presidente Jimmy Carter e la famiglia fu costretta a trasferirsi a McLean, in Virginia, vicino alla capitale.
Mika Brzezinski ha frequentato la Madeira School durante i suoi anni di scuola superiore. Si diplomò al Williams College a Williamstown, dove si specializzò in inglese, dopo esservisi trasferita da un altro college nel terzo anno.
Mika Brzezinski ha sposato il reporter televisivo James Hoffer, ora alla WABC-TV, a New York il 23 ottobre 1993. Dal loro matrimonio sono nati due figli.

### Carriera televisiva
Mika Brzezinski ha iniziato la sua carriera da giornalista come assistente nel programma World News This Morning della ABC nel 1990. L'anno successivo, si trasferì alla televisione affiliata alla FOX e posseduta dal Tribune WTIC-TV a Hartford, nel Connecticut.
Nel 1992 passò alla CBS, affiliata alla WFSB-TV (anche questa con sede a Hartford) e velocemente avanzò di posizione fino a divenire la sua anchorwoman durante il notiziario della mattina nel 1995. Nel 1997 ha lasciato questo posto per lavorare come corrispondente e anchorwoman del notiziario notturno Up to the Minute della CBS News.
Nel 2000, Mika Brzezinski lasciò per un breve periodo la CBS, e lavorò allo show pomeridiano HomePage, con co-conduttori Gina Gaston e Ashleigh Banfield, della rivale MSNBC. Nel settembre 2001 ritornò come corrispondente alla CBS, che la portò a essere una dei principali corrispondenti da Ground Zero degli attentati terroristici dell'11 settembre. Mika Brzezinski era infatti in diretta quando la Torre Sud crollò (per coincidenza, il suo vecchio co-conduttore Ashleigh Banfield alla MSNBC si trovava a Ground Zero come corrispondente della MSNBC).
Mika Brzezinski ritornò alla MSNBC il 26 gennaio 2007, presentando il notiziario del programma serale "Up To The Minute". Da allora ha diretto il telegiornale della prima serata durante la settimana. Ora, Mika Brzezinski appare ogni giorno come co-conduttrice e lettrice delle notizie al programma mattutino della MSNBC Morning Joe.

## Il caso della notizia su Paris Hilton
Il 26 giugno 2007, all'inizio di Morning Joe, Mika Brzezinski si è rifiutata di leggere una notizia riguardo alla scarcerazione di Paris Hilton.
Un'ora dopo, durante un altro spazio dedicato all'attualità, il suo produttore Andy Jones ha riproposto la scarcerazione della Hilton come notizia d'apertura, prima della rottura del senatore repubblicano Dick Lugar dell'Indiana con il Presidente Bush riguardo alla guerra in Iraq, che Brzezinski considerava più importante.
Dopo diversi commenti scoraggianti del conduttore Joe Scarborough, ha provato a bruciare il foglio delle notizie con un accendino in diretta, ma è stata fermata dal co-conduttore Willie Geist. Successivamente ha strappato il foglio e, un'ora dopo, si è alzata e ha gettato una nuova copia del foglio in una macchina tritadocumenti nell'ufficio di Dan Abrams. L'incidente è divenuto presto popolare su Internet e nei giorni successivi la giornalista ha ricevuto numerose lettere da parte di persone che appoggiavano la sua protesta in diretta di commentatrice riguardo alle tensioni fra 'hard news' e 'entertainment news'.